# Johan Lebrecht Lengnick
Johan Lebrecht Lengnick (1723 – 28. oktober 1776 på Ullevold ved Christiania) var en dansk-norsk generalauditør. Han var farfader til J.C.L. Lengnick.
Han var søn af Christian Lengnick, der først havde været officer og siden blev amtmand på Usedom (død o. 1730); moderens navn var Anna Sabine f. von Passau. Han tilhørte den reformerte kirke og blev som juridisk kandidat hovmester for en ung grev Ahlefeldt-Laurwigen, hvilket gav anledning til, at han kom til Danmark. I 1753 blev han adjungeret den norske generalauditør Schulenburg og blev ved dennes afgang fra begyndelsen af 1754 hans eftermand. Han var deputeret i Krigsdirektoriet 1764-67 og i det norske Generalitets- og Kommissariatskollegium 1767-68; 1765 fik han titel af generalkrigskommissær. Han døde, "efter mange Aars Brystsygdom", 28. oktober 1776 på sin gård Ullevold (ved Christiania), hvis skønne haveanlæg m.m. var genstand for samtidens beundring og dannede grundlaget for John Colletts endnu mere storartede have og park.
Han var nemlig 17. juni 1761 blevet gift med en af Christianias rigeste piger, Sara Maria Plade (2. august 1728 – 29. oktober 1787), en datter af købmand Jens Gregersen Plade (død 1745) og Else Dorothea f. Stranger (død 1764). Formuen var imidlertid en halv snes år efter hans død ved slet og egennyttig forvaltning aldeles ødelagt, men blev ved Bernt Ankers velvilje og dygtighed atter delvis restitueret, så at de 2 børn til sidst fik o. 40.000 Rigsdaler til deling.